# Torneio Roberto Gomes Pedrosa
Het Torneio Roberto Gomes Pedrosa, ook wel Robertão of Taça de Prata, is een Braziliaans nationaal kampioenschap dat van 1967 tot 1970 gespeeld werd. Daarna ging het samen met de Taça Brasil over in het Campeonato Brasileiro.
Het toernooi werd in 1967 opgericht om het Torneio Rio-São Paulo te vervangen. Het toernooi werd gespeeld volgens een competitieschema waarin alle ploegen tegenelkaar speelden; in tegenstelling tot de Taça Brasil was er dus geen sprake van knockoutrondes.
De eerste kampioen was Palmeiras, dat in hetzelfde jaar ook al de Taça Brasil wist te winnen. De beslissing viel toen Palmeiras in de laatste speelronde Grêmio met 2-1 versloeg waardoor de voorsprong op Internacional behouden bleef.
In 1968 verloor de Taça Brasil haar aantrekkingskracht omdat de winnaar niet langer geplaatst was voor de Copa Libertadores, waardoor de meeste clubs besloten alleen nog aan de Robertão mee te doen. De editie van 1968 werd gewonnen door het Santos van Pelé, met wederom Internacional op de tweede plaats.
In 1969 verdween de Taça Brasil waardoor de Robertão de enig overgebleven nationale competitie was. Palmeiras werd voor de tweede keer kampioen dankzij een 3-1-overwinning op Botafogo in de laatste speelronde.
De laatste editie van het toernooi vond plaats in 1970. Fluminense won in deze editie het eerste nationale kampioenschap uit haar geschiedenis. In de laatste speelronde was één punt voldoende, en dat werd met het 1-1 gelijkspel tegen Atlético Mineiro ook behaald.
In 2010 werden de vier kampioenschappen van het toernooi officieel erkend als landskampioenschappen.

## Erelijst
| 1967 Details | Palmeiras  | Internacional | Corinthians      | Grêmio    |
| 1968 Details | Santos     | Internacional | Vasco da Gama    | Palmeiras |
| 1969 Details | Palmeiras  | Cruzeiro      | Corinthians      | Botafogo  |
| 1970 Details | Fluminense | Palmeiras     | Atlético Mineiro | Cruzeiro  |

## Eeuwige ranglijst
| Club                | Stad           | Jaren | Seizoenen  |
| ------------------- | -------------- | ----- | ---------- |
| Palmeiras           | São Paulo      | 4     | 1967-1970  |
| Atlético Mineiro    | Belo Horizonte | 4     | 1967-1970  |
| Botafogo            | Rio de Janeiro | 4     | 1967-1970  |
| Grêmio              | Porto Alegre   | 4     | 1967-1970  |
| Santos              | Santos         | 4     | 1967-1970  |
| São Paulo           | São Paulo      | 4     | 1967-1970  |
| Cruzeiro            | Belo Horizonte | 4     | 1967-1970  |
| Fluminense          | Rio de Janeiro | 4     | 1967-1970  |
| Internacional       | Porto Alegre   | 4     | 1967-1970  |
| Flamengo            | Rio de Janeiro | 4     | 1967-1970  |
| Corinthians         | São Paulo      | 4     | 1967-1970  |
| Vasco da Gama       | Rio de Janeiro | 4     | 1967-1970  |
| Bahia               | Salvador       | 3     | 1968-1970  |
| Portuguesa          | São Paulo      | 3     | 1967-1969  |
| America             | Rio de Janeiro | 2     | 1969-1970  |
| Santa Cruz          | Recife         | 2     | 1969-1970  |
| Atlético Paranaense | Curitiba       | 2     | 1968, 1970 |
| Bangu               | Rio de Janeiro | 2     | 1967-1968  |
| Ponte Preta         | Campinas       | 1     | 1970       |
| Coritiba            | Curitiba       | 1     | 1969       |
| Náutico             | Recife         | 1     | 1968       |
| Ferroviário         | Curitiba       | 1     | 1967       |